# Sebastià Sans i Bori
Sebastià Sans i Bori (Barcelona, 26 d'octubre de 1852 - Arenys de Mar, 1 d'agost de 1928) fou un hisendat, periodista i escriptor català.

## Biografia
Sebastià Sans i Bori va néixer al carrer Aymerich de Barcelona, fill de Sebastià Sans i Grau i de Dolors Bori i Cerdà, ambdós de Sitges, sent inscrit amb els noms de Sebastià, Pelegrí i Ramon.
Va estudiar Medicina a Barcelona i durant el Sexenni Revolucionari va formar part del grup d'estudiants catòlico-monàrquics, que es reunien al Cafè de les Delícies de la Rambla.
Després va combatre com a ajudant sanitari en la Tercera Guerra Carlina a favor del pretendent Carles VII. L'any 1876, acabada la guerra, participà en la creació del diari carlí El Correo Catalán. Poc després fundà el setmanari satíric antiliberal Lo Burinot (1877-1881). També va col·laborar en la revista madrilenya Mundo Cómico (1872-1876).
A Sitges va fer de jutge, formà part la societat El Retiro i fou col·laborador d'El Eco de Sitges. Va vendre els terrenys on es va construir l'hospital de Sant Joan Baptista de Sitges i es va fer construir un palau conegut encara avui com Can Sebastià Sans i Bori, on el 1890 va rebre el marquès de Cerralbo, delegat polític de Don Carles, durant una visita que va fer a Catalunya. L'any 1888 va signar el Missatge a la Reina Regent.

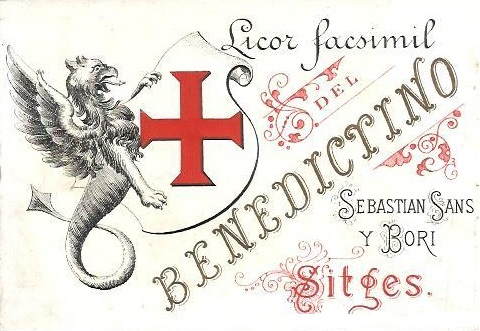
«Licor facsimil del benedictino Sebastián Sans y Bori. Sitges»

També va viure a Olot, a la carretera Santa Pau, on tenia l'agència de segurs La Anónima de Accidentes i la Caja de Previsión y Socorro. A la capital de la Garrotxa va fer conferències polítiques organitzades per la Joventut Tradicionalista i va participar en vetllades d'afirmació carlista. Durant algun temps i fins a l'agost del 1916 fou director d'El Norte, setmanari tradicionalista de Girona.

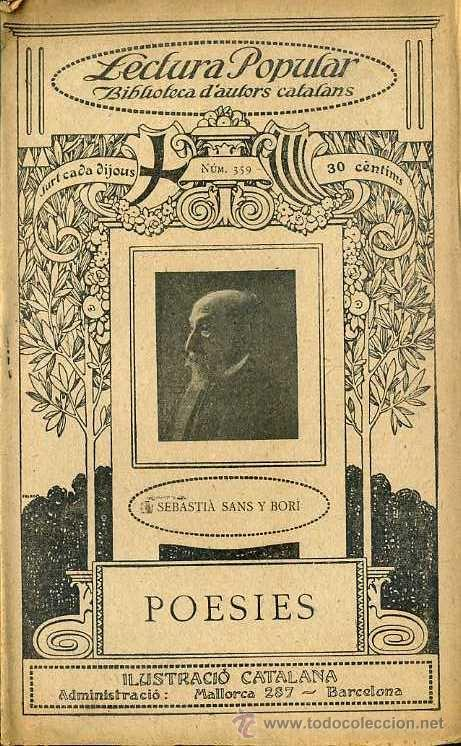
Lectura Popular. Biblioteca d'autors catalans. Sebastià Sans y Bori. Poesies

A Sitges tenia una fàbrica de licors. Era colliter de raïm de malvasia i moscatell i sovint recitava poesies al seu laboratori vinícola. Es deia que vivia en la seva mansió amb la seva esposa amb les comoditats i el luxe d'un aristòcrata de gust depurat, però al mateix temps amb l'atractiva senzillesa catalana.
En la Lectura Popular va publicar poesies de caràcter festiu. Va ser conegut per les obres Ocell de bosc i Aplec de cançons. També va escriure peces teatrals com la joguina còmica Cambis de lluna. En un fragment d'Ocell de bosc escrigué:
| « | Per omplir de blat la sitja haig de posar-hi treball, puix qui sos camps no trepitja sols cull brosses y margall. Quan puc acabar la tasca, no estic per córrer borrasca. Quin dalê! Si a sarau m'agafa basca me desvetlla lo café. | » |

Va escriure la lletra de caramelles compostes per Esteve Català i March i d'una peça de música religiosa d'Antoni Català i Vidal titulada Davant la Verge, per la qual Català i Vidal va guanyar el 1926 el concurs convocat per la Revista Parroquial de Música Sagrada. Els darrers anys de la seva vida Sebastià Sans i Bori va viure a Arenys de Mar, on va morir l'1 d'agost de 1928. Es va casar en primeres núpcies amb Teresa Mestres i Mestres (1880) i en segones amb Maria Vallès i Soler (1894).